# (100457) 1996 TJ3
(100457) 1996 TJ3 es un asteroide perteneciente al cinturón de asteroides, descubierto el 7 de octubre de 1996 por Paul G. Comba desde el Observatorio de Prescott, Arizona, Estados Unidos.

## Designación y nombre
Designado provisionalmente como 1996 TJ3.

## Características orbitales
1996 TJ3 está situado a una distancia media del Sol de 3,050 ua, pudiendo alejarse hasta 3,341 ua y acercarse hasta 2,758 ua. Su excentricidad es 0,095 y la inclinación orbital 1,602 grados. Emplea 1945 días en completar una órbita alrededor del Sol.

## Características físicas
La magnitud absoluta de 1996 TJ3 es 15,3. Tiene 5,266 km de diámetro y su albedo se estima en 0,053.